# Latitiara
Latitiara is een geslacht van neteldieren uit de familie van de Protiaridae.

## Soort
- Latitiara orientalis Xu & Huang, 1990